# McLaren MCL36
A McLaren MCL36 egy Formula–1-es versenyautó, amelyet a McLaren versenycsapat tervezett és fejlesztett a 2022-es Formula–1 világbajnokságra. Pilótái Daniel Ricciardo és Lando Norris voltak, a szabadedzéseken Álex Palou és Pato O'Ward vezethették az autót.

## Áttekintés
Az autó a 2022-es szabályváltozások fényében épült. Az eredeti tervek szerint a McLaren éppen az új formulára átállással egy időben, 2021-ben váltott volna vissza a Mercedes-motorokra, így kezdték el a tervezést még 2019 legvégén. Ám a koronavírus-járvánnyal összefüggésben 2020 márciusának végén az FIA leállíttatta az új autók fejlesztését, helyette pedig a 2020-as autók továbbfejlesztését engedélyezte valamennyi csapatnak. A McLaren így 2021-ben a régebbi autójába helyezett Mercedes-motorral versenyzett.
2021 januárjában folytatódhatott a fejlesztés, kezdetben aerodinamikai téren, majd az év nyarán már az egyes részegységek is gyártásba kerültek. Az MCL36-os fejlesztéséért a Toro Rosso csapatától még 2019-ben leigazolt James Key felelt, akinek ez volt az első teljes egészében önálló munkája a csapattal. A cél az volt, hogy a szabályok által egyszerűsített kasztnit úgy alkossák meg, hogy teljesítménye kiegyensúlyozottabb legyen, és például a lassú kanyarokban se veszítsen időt.
Bemutatásakor az autó jellegzetességei közt volt a McLarenre hagyományosan jellemző kompakt motorborítás-kialakítás, valamint az elöl vonórudas, hátul nyomórudas kialakítású felfüggesztés, amit 2013 óta nem használtak a Formula–1-ben (ilyen volt a McLaren MP4-28 is). A cél ezzel is a leszorítóerő maximalizálása volt. A bordázott szélű padlólemez kis L-alakú szárnyakat kapott, amit később más csapatok is lemásoltak.
A festés jóval színpompásabb volt, mint az előző évek egyhangú színei: az alapszín továbbra is a papajanarancs volt feketével, rajta kék mintázattal (az előző évi Gulf-festés által inspiráltan). Ettől az évtől kezdve keréktárcsákat is kötelező volt használni a Formula–1-ben, a McLaren ezeket egyik szponzorának, a Google-nek a "Chrome" böngészőjének színeibe öltöztette. Szingapúrban és Japánban egy helyi szponzor, az OKX hatására a magentaszín is felkerült, egy különleges mintázattal. A szezonzáró futamon a Vuse szponzorációjával került fel különleges minta az autók oldalára, a libanoni Anna Tangles alkotásában.

## A szezon
Az MCL36-os volt az egyetlen autó a mezőnyben, amelyiket a szezon eleji teszteken nem sújtott komolyabban a minden csapat által tapasztalt "delfinezés" (azaz a ground effect mellékhatásaként jelentkező pattogás, mikor az autó alja hirtelen elemelkedik az aszfalttól a vákuum megszűnésekor, de azonnal vissza is szívódik oda, nagy terhelésnek kitéve a versenyzőket). Az oka ennek feltehetőleg a különlegesen kiképzett padlólemez lehetett, amelyet éppen ezért a többi csapat is igyekezett másolni. A jó eredményeket látva úgy tűnt, hogy a McLaren ebben az évben a topcsapatokkal küzdhet. Csakhogy a második tesztet már nem a viszonylag hűvös Spanyolországban, hanem Bahreinben tartották, és itt a magas hőmérséklet kikezdte az autó fékjeit, emiatt rengeteg időt vesztettek a tesztelés során. Az sem segített, hogy Ricciardót pozitívan tesztelték koronavírusra, így Norrisnak egyedül kellett végigcsinálnia az egészet.
Az elvesztegetett idő és a fékproblémákra történő tűzoltásszerű megoldáskeresés megbosszulta magát: a csapat csapnivalóan kezdte az évet. Egyik pilótájuk se került be az időmérő harmadik szakaszába, és messze a pontszerző helyektől végeztek. A szaúdi versenyen Norris hetedik helyen ért célba, Ricciardo viszont kiesett ismeretlen eredetű mechanikai hiba miatt. Ausztráliában a hátsó fékek körüli légáramlást javító aerodinamikai elemeket vetettek be, ennek köszönhetően javult a teljesítmény. Imolában Norris, ha egy kis szerencsével is, de dobogóra állhatott - ő volt az egyedüli dobogós az egész idényben, aki nem a Red Bull, a Ferrari, vagy a Mercedes pilótája volt.
Nagyobb fejlesztések a spanyol nagydíjra érkeztek, ahol Norris úgy lett nyolcadik, hogy egész hétvégén mandulagyulladással küzdött. A második fejlesztési csomag Franciaországban került bevetésre, melyek közül a leglátványosabb az oldaldobozok átalakítása volt. A harmadik Belgiumban érkezett, amelyekkel az aerodinamikai hatékonyságot és az egyenesbeli tempót igyekeztek javítani. Brazíliában Norris betegnek érezte magát, ezért majdnem Nyck de Vries ugrott be helyette, de még az időmérő edzés előtt jobban lett.
Az idényről általánosságban elmondható, hogy a csapat az elvárásokhoz képest gyengébben teljesített. Mindössze a bajnoki ötödik pozíciót sikerült megszerezniük. Ennek oka volt az is, hogy Ricciardo egész idényben csapnivalóan teljesített, a 22 futamból mindössze hétszer szerzett pontot, és az időmérő edzéseken is volt, hogy már az első szakaszban kiesett. Az év végével szerződést bontottak vele, és a helyére leigazolták az Alpine csapatától botrányos körülmények között távozó Oscar Piastrit, aki a szezonzáró fiatal pilóták tesztjén már be is ülhetett a McLarenbe.

## Eredmények
| Év        | Csapat          | Motor           | Gumik | Pilóták          | Versenyek | Versenyek | Versenyek | Versenyek | Versenyek | Versenyek | Versenyek | Versenyek | Versenyek | Versenyek | Versenyek | Versenyek | Versenyek | Versenyek | Versenyek | Versenyek | Versenyek | Versenyek | Versenyek | Versenyek | Versenyek | Versenyek | Pontok | Helyezés |
| --------- | --------------- | --------------- | ----- | ---------------- | --------- | --------- | --------- | --------- | --------- | --------- | --------- | --------- | --------- | --------- | --------- | --------- | --------- | --------- | --------- | --------- | --------- | --------- | --------- | --------- | --------- | --------- | ------ | -------- |
| 2022      | McLaren F1 Team | Mercedes F1 M13 | P     |                  | BHR       | SAU       | AUS       | EMI       | MIA       | ESP       | MON       | AZE       | CAN       | GBR       | AUT       | FRA       | HUN       | BEL       | NED       | ITA       | SIN       | JPN       | USA       | MXC       | SAP       | ABU       | Pontok | Helyezés |
| 2022      | McLaren F1 Team | Mercedes F1 M13 | P     | Lando Norris     | 15        | 7         | 5         | 3         | KI        | 8         | 6         | 9         | 15        | 6         | 7         | 7         | 7         | 12        | 7         | 7         | 4         | 10        | 6         | 9         | KI        | 6         | 159    | 5.       |
| 2022      | McLaren F1 Team | Mercedes F1 M13 | P     | Daniel Ricciardo | 14        | KI        | 6         | 18        | 13        | 12        | 13        | 8         | 11        | 13        | 9         | 9         | 15        | 15        | 17        | KI        | 5         | 11        | 16        | 7         | KI        | 9         | 159    | 5.       |
| Források: |                 |                 |       |                  |           |           |           |           |           |           |           |           |           |           |           |           |           |           |           |           |           |           |           |           |           |           |        |          |

Félkövér jelzi a a leggyorsabb kört, dőlt betű a pole pozíciót.
- † - Nem fejezte be a futamot, de rangsorolták, mert teljesítette a versenytáv 90%-át.
- Az imolai sprintfutamon Norris 4, Ricciardo 3 pontot szerzett, valamint a brazilon Norris 2 pontot.